# Lathrocordulia metallica
Lathrocordulia metallica är en trollsländeart som beskrevs av Tillyard 1911. Lathrocordulia metallica ingår i släktet Lathrocordulia och familjen skimmertrollsländor. Inga underarter finns listade i Catalogue of Life.